# Sztywność poranna
Sztywność poranna – objaw zgłaszany przez osoby cierpiące na schorzenia reumatologiczne (np. chorych na reumatoidalne zapalenie stawów). Pod tym pojęciem kryje się uczucie zesztywnienia po dłuższym odpoczynku. Nie należy tego interpretować jako ograniczenie ruchomości w stawach, ale jako osłabienie zdolności poruszania się i wykonywania podstawowych codziennych czynności. Chory tłumaczy, że opisanie tego uczucia zdrowej osobie jest trudne. Takie ograniczenie może trwać w ciągu wielu godzin, ale by można użyć tego pojęcia musi trwać przynajmniej 30 minut do 1 godziny. Czas trwania sztywności porannej uważany jest za miernik intensywności procesu zapalnego.